# David Cohen Nassy
David Cohen Nassy (nascido em 1612) foi um colonizador profissional que iniciou colônias judaicas no Caribe . Teve vários nomes: Cristóvão de Távora (seu nome de cristão ) e José Nunes da Fonseca (seu nome fantasia).
Fugiu para Amsterdão ( República Holandesa ) por causa da Inquisição em Portugal . Casou-se com Ribca (Maria) Drago e tiveram 12 filhos. David viveu em Amsterdão e foi autorizado em 1662 por Abraham Cohen a ir para Caiena (atual capital da Guiana Francesa ). Em 1664 ele foi para Caiena com um grande número de judeus, mas foi recusado a estabelecer plantações em Caiena. David e seus judeus viajaram para o Suriname e se estabeleceram em Jodensavanne, no rio Suriname.
David de Ishak Cohen Nassy, nascido no Suriname em 1747, tinha uma esposa chamada Esther.
David [de Ishak Cohen] Nassy, um homem de letras, médico, proprietário de escravos e líder judeu na colônia holandesa do Suriname no final do século XVIII. . . Ele transitou entre o mundo do Iluminismo e o fermento do pensamento colonial; como ele via a escravidão; e quais eram suas relações com os africanos e indígenas do Suriname, especialmente com os africanos atraídos pela religião judaica.
Nassy é o suposto autor do livro 'História da Colônia do Suriname'. Compilado por um grupo de judeus instruídos de lá. Deste documento publicado em 1791, uma riqueza de informações foi salva. . . . [Ele] era o proprietário da plantação deTulpenburg, entre Torarica e The Guinee Friendship. “É meio dia de viagem de barco para ir à sinagoga, num daqueles elegantes barcos-tenda que você vê nas gravuras. Quando você sabe que alguém não tinha permissão para trabalhar depois do pôr do sol de sexta-feira, provavelmente eles estiveram ocupados durante toda a sexta-feira para chegar a Jodensavanne a tempo para o sábado. . . . Sua plantação faliu, ele trabalhou como farmacêutico autodidata e perdeu sua amada esposa Esther em uma epidemia de varíola. Um poema de amor em seu local de descanso final diz todos os seus sentimentos: "...sua memória fica mais preciosa sem dor..." a inscrição no túmulo de Nassy é difícil de ler. . . .